# Auxiliaires féminines de l'Armée de terre
« Afat » redirige ici.  Pour le réseau d'agences de voyages, voir Selectour Afat.

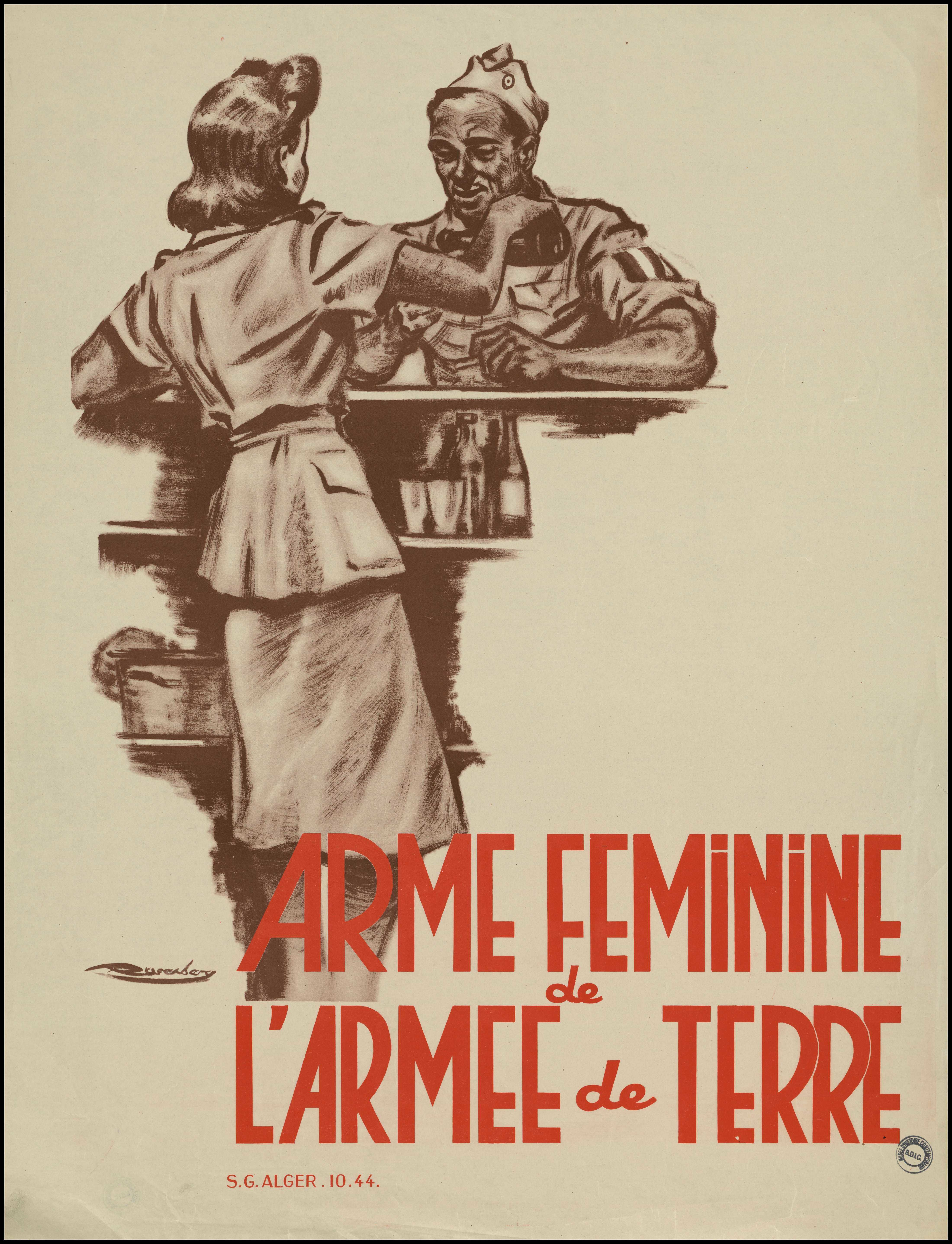
Affiche de recrutement pour les AFAT, 1944.

Le corps des auxiliaires féminines de l'Armée de terre (AFAT), parfois appelé arme féminine de l'Armée de terre, est une unité de l'armée de terre française créée en 1944 et renommée en 1946 Personnel féminin de l'Armée de terre (PFAT).
Les AFAT ont été créées le 26 avril 1944 pour regrouper les femmes du Corps des Volontaires françaises (CVF, créé à Londres le 7 novembre 1940), des Forces françaises libres et des Forces françaises de l'intérieur. Elles étaient sous les ordres de leur créatrice, le commandant Hélène Terré. À la fin de la guerre, elles étaient entre 13 000 et 14 000. Ce corps a été remplacé le 1er février 1946 par le Personnel féminin de l'Armée de terre (PFAT).